# رادلین (استان اشوی‌داشکسیه)
رادلین (به لهستانی: Radlin) یک منطقهٔ مسکونی در لهستان است که در گمینا گورنو واقع شده‌است. رادلین ۱٬۴۰۰ نفر جمعیت دارد.